# 治平里
治平里，是台灣南部自清治時期至日治初期的一個行政區劃，其範圍即今屏東縣的滿州鄉西部。
治平里北邊為蕃地，東邊為泰慶里、長樂里，南邊為永靖里、宣化里，西邊為興文里。

## 管轄街庄
治平里共轄1個庄：
- 今滿州鄉境內：九個厝庄